# Mejor jugador defensivo de la LNB Pro A
El premio al Mejor Jugador Defensivo de la LNB Pro A es el galardón que se concede al mejor jugador en tareas defensivas de la temporada de la LNB Pro A, la primera categoría del baloncesto en Francia.

## Ganadores

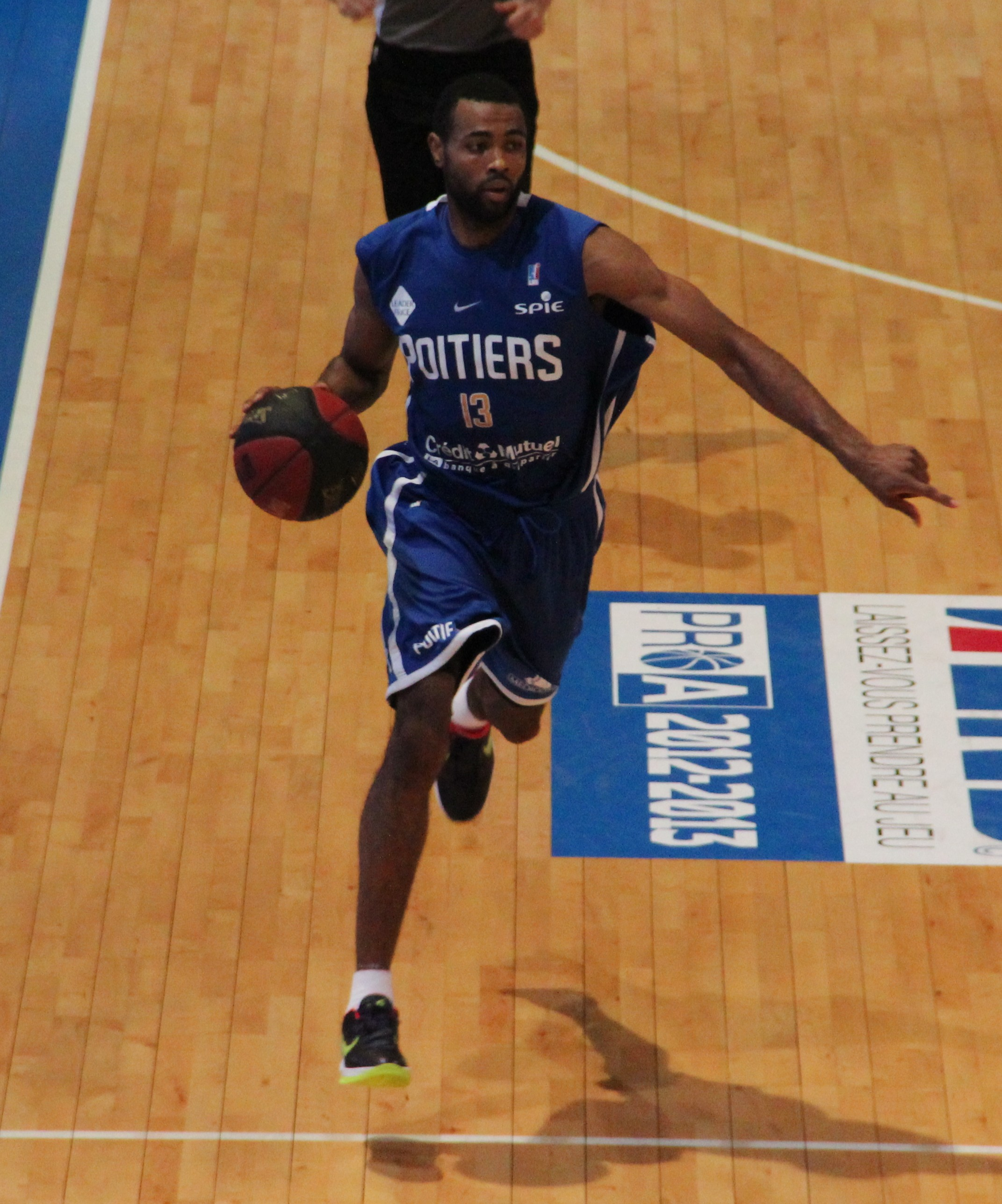
El base Anthony Dobbins ganó el premio en tres ocasiones: 2009, 2013 y 2014

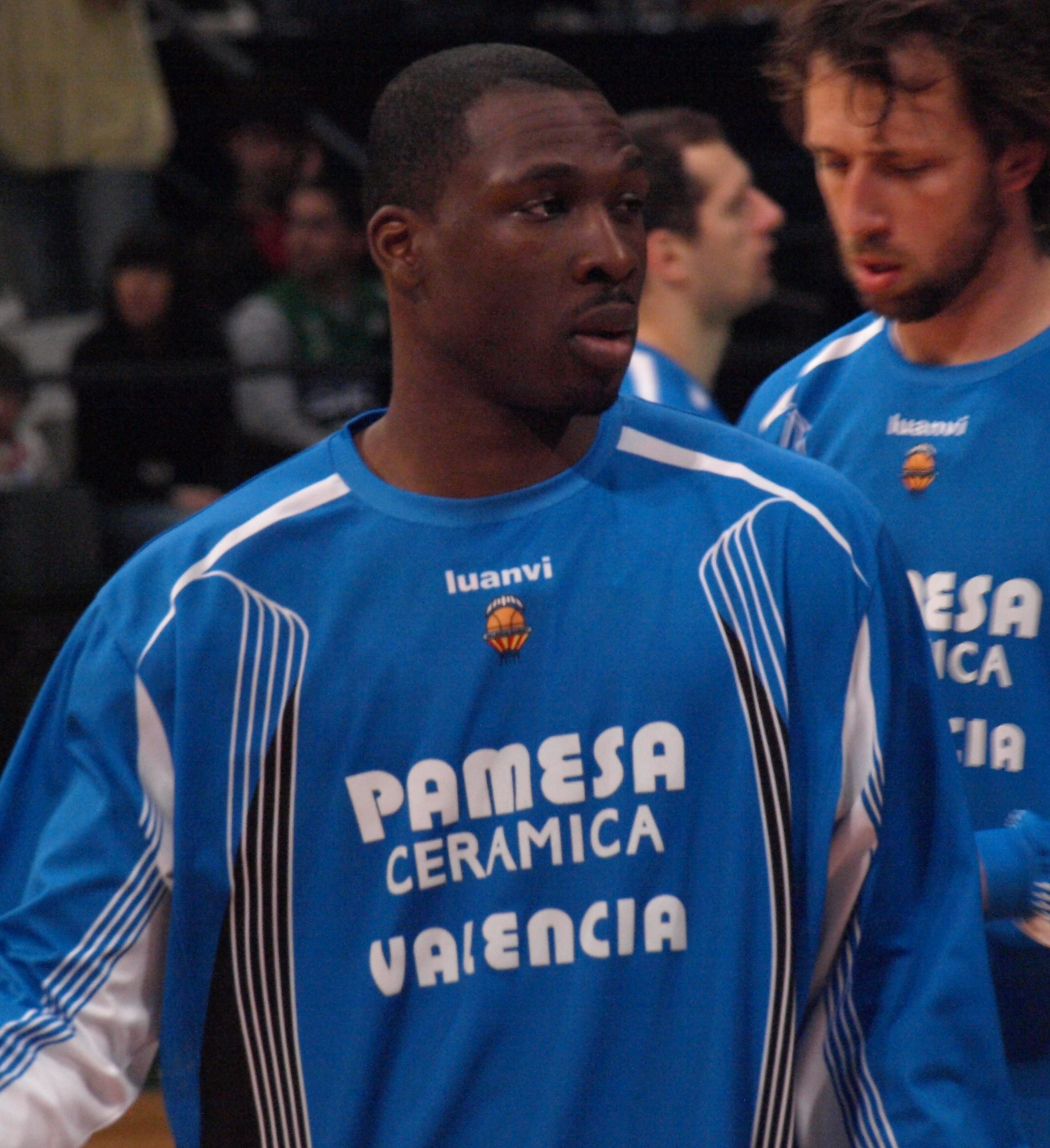
Florent Piétrus ganó el premio dos veces, en 2002 y 2015

| ^          | Denota jugador aún en activo en la Pro A                                   |
| *          | Ingresado en el FIBA Hall of Fame o en la Académie du basket-ball français |
| Player (X) | Denota el número de veces que consiguió el galardón                        |

| Temporada | Jugador                 | Posición      | Nacionalidad             | Equipo                      | Ref.   |
| --------- | ----------------------- | ------------- | ------------------------ | --------------------------- | ------ |
| 1985–86   | Allen Bunting           | Alero         | Estados Unidos           | Olympique Antibes           |        |
| 1986–87   | Richard Dacoury*        | Alero         | Francia                  | Limoges CSP                 |        |
| 1987–88   | Richard Dacoury* (2)    | Alero         | Francia                  | Limoges CSP                 |        |
| 1988–89   | Richard Dacoury* (3)    | Alero         | Francia                  | Limoges CSP                 |        |
| 1989–90   | Richard Dacoury* (4)    | Alero         | Francia                  | Limoges CSP                 |        |
| 1990–91   | Richard Dacoury* (5)    | Alero         | Francia                  | Limoges CSP                 |        |
| 1991–92   | Richard Dacoury* (6)    | Alero         | Francia                  | Limoges CSP                 |        |
| 1991–92   | Richard Dacoury* (7)    | Alero         | Francia                  | Limoges CSP                 |        |
| 1993–94   | Richard Dacoury* (8)    | Alero         | Francia                  | Limoges CSP                 |        |
| 1994–95   | Richard Dacoury* (9)    | Alero         | Francia                  | Limoges CSP                 |        |
| 1995–96   | Arsène Ade-Mensah       | Base          | Francia                  | Olympique Antibes           | [ 1 ]  |
| 1996–97   | Jim Bilba               | Pívot         | Francia                  | ASVEL                       | [ 2 ]  |
| 1997–98   | Arsène Ade-Mensah (2)   | Base          | Francia                  | Paris Basket Racing         | [ 1 ]  |
| 1998–99   | Jim Bilba (2)           | Pívot         | Francia                  | ASVEL                       | [ 2 ]  |
| 1999–00   | Jim Bilba (3)           | Pívot         | Francia                  | ASVEL                       | [ 2 ]  |
| 2000–01   | Jim Bilba (4)           | Pívot         | Francia                  | ASVEL                       | [ 2 ]  |
| 2001–02   | Florent Piétrus         | Alero         | Francia                  | Pau-Orthez                  | [ 3 ]  |
| 2002–03   | Makan Dioumassi         | Escolta       | Francia                  | Hyères-Toulon               |        |
| 2003–04   | Thierry Rupert          | Alero         | Francia                  | SIG Strasbourg              |        |
| 2004–05   | Michael Mokongo         | Escolta       | República Centroafricana | Élan Chalon                 |        |
| 2005–06   | John Linehan            | Alero         | Estados Unidos           | Racing Paris/SIG Strasbourg | [ 5 ]  |
| 2006–07   | Marc-Antoine Pellin     | Base          | Francia                  | Chorale Roanne              | [ 6 ]  |
| 2007–08   | Dounia Issa             | Alero         | Francia                  | JA Vichy                    | [ 7 ]  |
| 2008–09   | Tony Dobbins            | Base          | Italia                   | Orléans Loiret              | [ 8 ]  |
| 2009–10   | John Linehan (2)        | Base          | Estados Unidos           | Cholet                      | [ 5 ]  |
| 2010–11   | John Linehan (3)        | Base          | Estados Unidos           | SLUC Nancy                  | [ 5 ]  |
| 2011–12   | Andrew Albicy           | Base          | Francia                  | BCM Gravelines              | [ 9 ]  |
| 2012–13   | Tony Dobbins (2)        | Base          | Italia                   | Poitiers                    | [ 9 ]  |
| 2013–14   | Tony Dobbins (3)        | Base          | Italia                   | JDA Dijon                   | [ 9 ]  |
| 2014–15   | Florent Piétrus (2)     | Alero         | Francia                  | SLUC Nancy                  | [ 9 ]  |
| 2015–16   | Charles Lombahe-Kahudi^ | Alero         | Francia                  | ASVEL                       | [ 9 ]  |
| 2016–17   | Moustapha Fall          | Pívot         | Francia                  | Élan Chalon                 | [ 11 ] |
| 2017–18   | Aaron Craft             | Base          | Estados Unidos           | Monaco                      | [ 12 ] |
| 2018–19   | Lahaou Konaté^          | Escolta       | Francia                  | Nanterre 92                 | [ 13 ] |
| 2019–20   | No se entregó           | No se entregó | No se entregó            | No se entregó               |        |
| 2020–21   | Moustapha Fall (2)^     | Pívot         | Francia                  | ASVEL                       | [ 15 ] |
| 2021–22   | Ismaël Kamagate         | Pívot         | Francia                  | Paris Basketball            | [ 16 ] |
| 2022–23   | Victor Wembanyama       | Ala-Pívot     | Francia                  | Metropolitans 92            |        |
| 2023–24   | John Brown              | Ala-Pívot     | Estados Unidos           | Monaco                      |        |

## Premios por jugador
| Rank | Jugador         | Premios |
| ---- | --------------- | ------- |
| 1    | Richard Dacoury | 9       |
| 2    | Jim Bilba       | 4       |
| 3    | John Lineman    | 3       |
| 3    | Tony Dobbins    | 3       |
| 5    | Florent Piétrus | 2       |
| 5    | Moustapha Fall  | 2       |